# 五十嵐麻利江
五十嵐 麻利江（いがらし まりえ、1959年7月10日 - ）は、日本のオペラ歌手。昭和音楽大学教授、藤原歌劇団団員。
イタリアのローマ生まれ。桐朋学園大学声楽科卒業。父はテノール歌手の五十嵐喜芳。

## 経歴
1970年代後半に芸能界デビュー。NHK総合テレビ「脱線問答」では、はかま満緒のアシスタントとしてレギュラー出演。
1985年～90年、イタリアのミラノに留学。
1986年
- ボローニャでの｢リゴレット｣のジルダでオペラ・デビュー。ミラノで｢愛の妙薬｣のアディーナ、｢リゴレット｣に出演。以後、イタリア各市、ドイツ各市でコンサート活動を行う。

1991年
- 藤原歌劇団｢夢遊病の女｣リーザ役で日本デビュー。以後、パームビーチ_(フロリダ州)で｢愛の妙薬｣アディーナ役に出演。

1998年
- イタリアのテーラモで｢ラ・ボエーム｣のムゼッタを歌い、L' Opera誌でも好評を博す。

1999年
- イタリアのテアトロ・ファエンツァでロッシーニの｢小荘厳ミサ｣、テーラモで｢カヴァレリア・ルスティカーナ｣のローラ役で出演。

2000年
- 復活祭記念コンサートをテアトロファエンツァ及びラヴェンナでペルゴレージの｢スタバト・マーテル｣に、年末にはトリノのテアトロレッジョで｢セヴィリアの理髪師｣のベルタ役で出演。

2001年
- イタリアのメラーノのテアトロプッチーニにて｢オルフェオとエウリディーチェ｣、藤原歌劇団｢イル・カンピエッロ｣に出演。

2002年
- イタリア、トリエステのテアトロヴェルディにて｢マノン｣のプッセット役、ローマ歌劇場にて｢アドリアーナ・ルクヴルール｣ジュヴノ役に出演。

イタリアではトリノ王立歌劇場、トリエステ歌劇場、ローマ歌劇場など主要歌劇場にてオペラ出演。各種コンサートでの演奏とともに司会でも活躍。